# Bakat
Bakat is een bestuurslaag in het regentschap Aceh Barat van de provincie Atjeh, Indonesië. Bakat telt 503 inwoners (volkstelling 2010).